# Martine Magnaridès
Martine Magnaridès (* 19. Juni 1936 als Martine Magnard in Sallanches, Frankreich) ist eine französisch-schweizerische Schriftstellerin und Übersetzerin.

## Leben
Martine Magnaridès, bürgerlich Martine Magnard Athanasiadès, studierte Französische Literatur und Germanistik an den Universitäten von Lyon und Freiburg im Breisgau und war danach als Lehrerin tätig. Neben ihren eigenen Prosawerken hat sie auch Texte aus dem Deutschen ins Französische übersetzt. Sie lebt im waadtländischen Villeneuve.

## Auszeichnungen
- 1990: Einzelwerkpreis der Schweizerischen Schillerstiftung für Hautes Pierres
- 1995: Prix des écrivains vaudois

## Werke

### Romane
- Fougereine, Genf 1976.
- Hautes Pierres, Lausanne 1989.
- Haute Mer, Lausanne 1992.
- Ceux de Mortemer, Lausanne 1997.

### Erzählungen
- Passent les routes, Paris 1970.
- Images et souvenirs, Lyon 1971.
- Déjà la nuit, Lausanne 1981.
- Le Chant du roi. Les dernières heures de Louis II à Neuschwanstein, Lausanne 1983.
- Entrez dans la danse, Lausanne 1993.
- La Plume au vent, Lausanne 1995.
- Jouez, hautbois, Sierre 1995.
- Il est des lieux, Lausanne 2004.
- Deux Ailes, Paris 2008.
- Paroles et Paysages, Bex 2017.

### Übersetzungen
- Thomas Hürlimann: La Tessinoise, Lausanne 1984.
- Ernst Eberhard: Divico et les Romains, Zürich 1986.